# New York Jets 1984
La stagione 1983 dei New York Jets è stata la 15ª della franchigia nella National Football League, la 25ª complessiva. La squadra pareggiò il record di 7–9 dell'anno precedente sotto la direzione del capo-allenatore Joe Walton. Dopo avere disputato le precedenti venti stagioni allo Shea Stadium nel Queens, il 1984 vide il trasferimento al Giants Stadium nelle Meadowlands, casa anche dei New York Giants della NFC. In questa stagione Mark Gastineau stabilì un record NFL con 22 sack che resistette per 17 stagioni e al 2018 è ancora la seconda prestazione di tutti i tempi.

## Scelte nel Draft 1984
| Scelte dei Jets nel Draft 1984 | Scelte dei Jets nel Draft 1984 | Scelte dei Jets nel Draft 1984 | Scelte dei Jets nel Draft 1984 | Scelte dei Jets nel Draft 1984 |
| Giro                           | Scelta                         | Giocatore                      | Ruolo                          | College                        |
| ------------------------------ | ------------------------------ | ------------------------------ | ------------------------------ | ------------------------------ |
| 1                              | 10                             | Russell Carter                 | DB                             | SMU                            |
| 1                              | 15                             | Ron Faurot                     | DE                             | Arkansas                       |
| 2                              | 37                             | Jim Sweeney                    | C                              | Pittsburgh                     |
| 2                              | 39                             | Glenn Dennison                 | TE                             | Miami (FL)                     |
| 3                              | 64                             | Kyle Clifton                   | LB                             | TCU                            |
| 4                              | 91                             | Bobby Bell                     | LB                             | Missouri                       |
| 5                              | 122                            | Tron Armstrong                 | WR                             | East. Kentucky                 |
| 6                              | 149                            | Tony Paige                     | RB                             | Virginia Tech                  |
| 7                              | 176                            | Harry Hamilton                 | DB                             | Penn St.                       |
| 8                              | 203                            | Billy Griggs                   | TE                             | Virginia                       |
| 8                              | 217                            | Brett Wright                   | P                              | SE Louisiana                   |
| 9                              | 234                            | Tom Baldwin                    | NT                             | Tulsa                          |
| 10                             | 261                            | Ronny Cone                     | RB                             | Georgia Tech                   |
| 11                             | 288                            | Dan Martin                     | T                              | Iowa St.                       |
| 12                             | 315                            | David Roberson                 | WR                             | Houston                        |

## Calendario
| Stagione regolare | Stagione regolare       | Stagione regolare | Stagione regolare           |
| Turno             | Avversario              | Risultato         | Stadio                      |
| ----------------- | ----------------------- | ----------------- | --------------------------- |
| 1                 | at Indianapolis Colts   | V 23–14           | Hoosier Dome                |
| 2                 | Pittsburgh Steelers     | S 23–17           | The Meadowlands             |
| 3                 | Cincinnati Bengals      | V 43–23           | The Meadowlands             |
| 4                 | at Buffalo Bills        | V 28–26           | Rich Stadium                |
| 5                 | New England Patriots    | S 28–21           | The Meadowlands             |
| 6                 | at Kansas City Chiefs   | V 17–16           | Arrowhead Stadium           |
| 7                 | at Cleveland Browns     | V 24–20           | Cleveland Municipal Stadium |
| 8                 | Kansas City Chiefs      | V 28–7            | The Meadowlands             |
| 9                 | at New England Patriots | S 30–20           | Sullivan Stadium            |
| 10                | Miami Dolphins          | S 31–17           | The Meadowlands             |
| 11                | Indianapolis Colts      | S 9–5             | The Meadowlands             |
| 12                | at Houston Oilers       | S 31–20           | Astrodome                   |
| 13                | at Miami Dolphins       | S 28–17           | Miami Orange Bowl           |
| 14                | New York Giants         | S 20–10           | The Meadowlands             |
| 15                | Buffalo Bills           | V 21–17           | The Meadowlands             |
| 16                | at Tampa Bay Buccaneers | S 41–21           | Tampa Stadium               |

## Classifiche
| AFC East             | AFC East | AFC East | AFC East | AFC East | AFC East | AFC East | AFC East | AFC East | AFC East |
|                      | V        | S        | P        | %        | DIV      | CONF     | PF       | PS       | STR      |
| -------------------- | -------- | -------- | -------- | -------- | -------- | -------- | -------- | -------- | -------- |
| Miami Dolphins(1)    | 14       | 2        | 0        | .875     | 8–0      | 10–2     | 513      | 298      | V2       |
| New England Patriots | 9        | 7        | 0        | .563     | 6–2      | 9–3      | 362      | 352      | V1       |
| New York Jets        | 7        | 9        | 0        | .438     | 3–5      | 7–7      | 332      | 364      | S1       |
| Indianapolis Colts   | 4        | 12       | 0        | .250     | 2–6      | 4–8      | 239      | 414      | S5       |
| Buffalo Bills        | 2        | 14       | 0        | .125     | 1–7      | 1–11     | 250      | 454      | S2       |